# Kinas MotoGP 2006
Kinas MotoGP 2006 var ett race som kördes den 14 maj på Shanghai International Circuit.

## MotoGP
Rookien Dani Pedrosa vann racet efter en perfekt insats. Repsol Hondas förare var helt överlägsna, med Nicky Hayden på andraplatsen, vilket befäste hans VM-ledning. Valentino Rossi tappade ytterligare poäng efter ett brutet lopp, vilket gjorde att VM såg helt öppet ut.

### Resultat
| Placering | Förare           | Märke    | Grid |
| --------- | ---------------- | -------- | ---- |
| 1         | Dani Pedrosa     | Honda    | 1    |
| 2         | Nicky Hayden     | Honda    | 5    |
| 3         | Colin Edwards    | Yamaha   | 3    |
| 4         | John Hopkins     | Suzuki   | 2    |
| 5         | Casey Stoner     | Honda    | 7    |
| 6         | Makoto Tamada    | Honda    | 11   |
| 7         | Marco Melandri   | Honda    | 8    |
| 8         | Loris Capirossi  | Ducati   | 10   |
| 9         | Sete Gibernau    | Ducati   | 6    |
| 10        | Shinya Nakano    | Kawasaki | 4    |
| 11        | Toni Elías       | Honda    | 15   |
| 12        | Randy de Puniet  | Kawasaki | 9    |
| 13        | Kenny Roberts Jr | KR       | 18   |
| 14        | Carlos Checa     | Yamaha   | 14   |
| 15        | Alex Hofmann     | Ducati   | 16   |